# Forêts tourbeuses et marécageuses de Bornéo
Localisation
Les forêts tourbeuses et marécageuses de Bornéo (IM0104) forment une écorégion définie par le fonds mondial pour la nature (WWF). Elle appartient à l’écozone Indomalaise (IM) et au biome des forêts décidues humides tropicales et subtropicales (01). 

## Géographie

### Localisation
Cette écorégion de 68 000 km2 est constituée de petites zones éclatées prés de côtes ou aux alentours des lacs et cours d'eau (Mahakam et Kapuas) de l'île de Bornéo. Son sol est constitué de sédiments, de tourbe et de marécages à mangroves.

### Climat
Selon la classification de Köppen, elle est située en zone tropicale.

## Biodiversité

### Flore
Sa végétation est plutôt similaire à celle de Sumatra et de Malaisie péninsulaire. Elle ne possède pas une biodiversité aussi riche que d'autres forêts équatoriales humides. Les forêts sont distribuées circulairement autour des plans d'eau. 
Six types de forêt sont discernables. Le premier est similaire — mais moins riche — aux forêts tropicales humides à feuilles persistantes de Dipterocarpaceae. Il est dominé par Gonystylus bancanus, Dactylocladus stenostachys, Copaifera palustris et quatre espèces du genre Shorea. L'espèce la plus présente dans les trois types suivants est Shorea albida. On trouve aussi dans le quatrième type Calophyllum obliquinervum, Cratoxylum glaucum et Combretocarpus rotundatus. Les principales espèces du type 5 sont Tristania obovata, Palaquium cochleariifolium et Parastemon spicatum. Le dernier type ressemble à des savanes boisées et a pour espèces principales Dactylocladus stenostachys, Garcinia cuneifolia, Litsea crassifolia, and Parastemon spicatum.Aussi, les arbres présent dans les forêts pluviales des basses terres de Bornéo, comme les Dipterocarpaceae, sont également présents dans l'écorégion. Peu de plantes en sont endémiques. Elle compte 13 espèces de palmier.

### Faune
L'éco-région ne compte que trois espèces animales presque endémiques : la chauve-souris Hipposideros doriae (en), les oiseaux zostérops flavescent et le bulbul à bec crochu (en). Des grands primates sont présents dans l'éco-région : le gibbon et l'orang-outan en faible nombre, le macaque crabier, le Trachypithecus cristatus et le Nasalis larvatus (son
espèce porte-drapeau) qui a une densité plus élevée près des cours d'eau et des côtes. Elle compte moins d'espèces d'oiseaux que les autres écorégions de l'île. Néanmoins, au moins 200 espèces différentes sont recensées dans le parc national de Tanjung Puting. Dans les rivières et plans d'eau, on trouve le Scleropages formosus, plusieurs oiseaux aquatiques, le faux-gavial de Malaisie, le crocodile du Siam et des espèces du genre Varanus. 

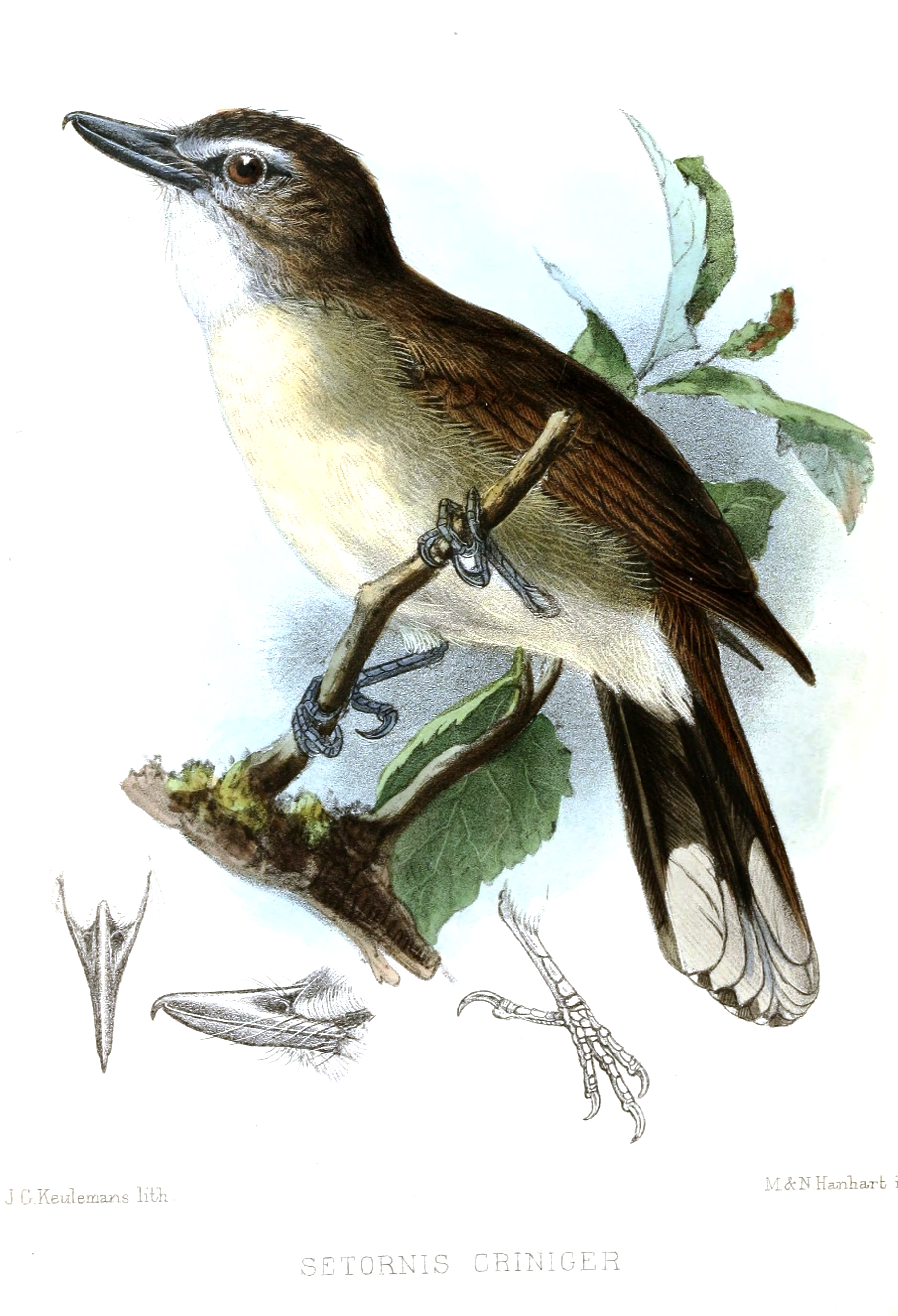
Bulbul à bec crochu (en).
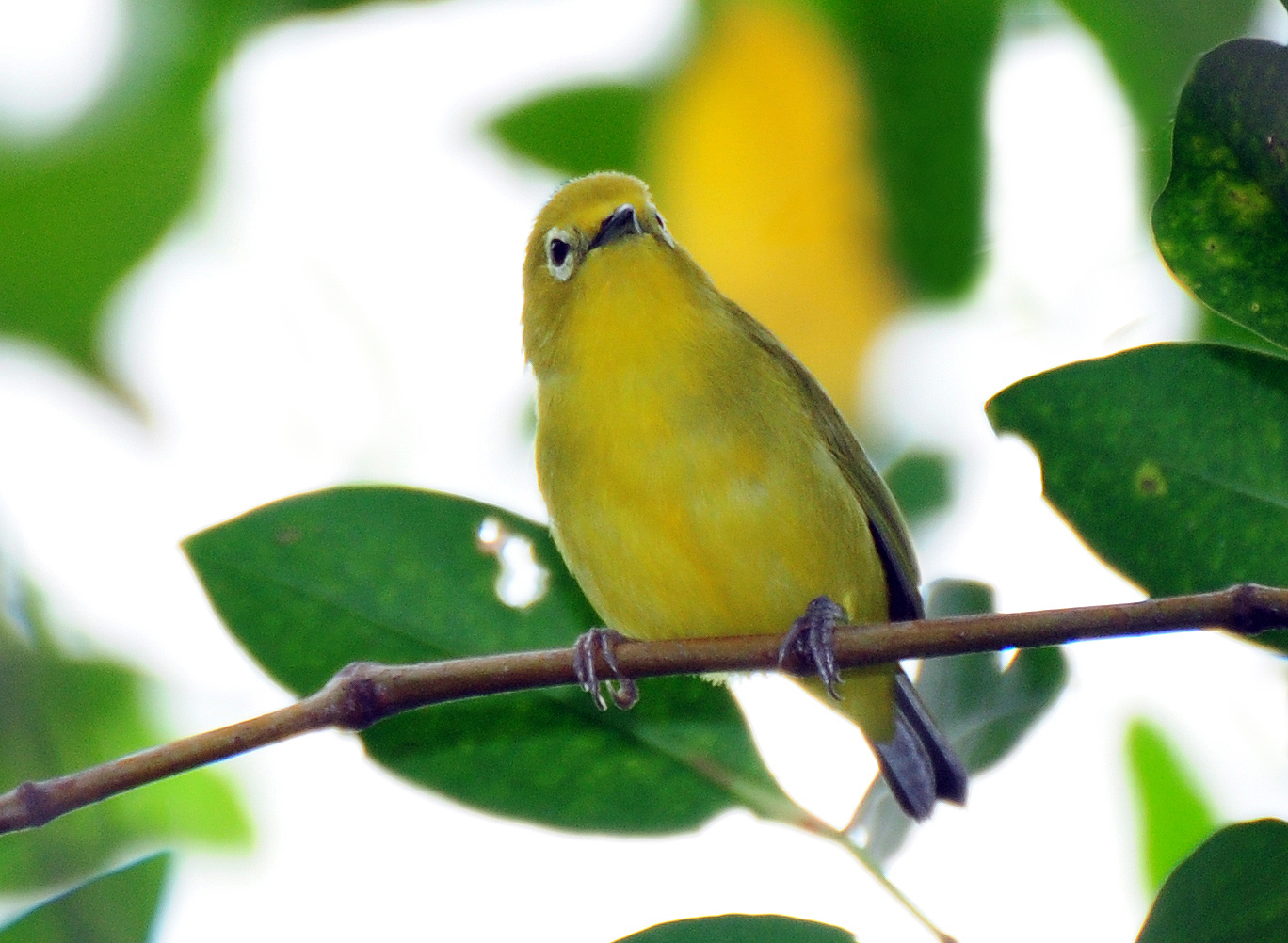
Zostérops flavescent.

## Menaces et protection

### Menaces
Les forêts tourbeuses et marécageuses avaient tendance à s'agrandir en Sarawak et Sabah, mais plus de la moitié ont aujourd'hui disparu. Dans le Sarawak, elles ont été les premières à être exploitées intensivement et sont demeurée pendant longtemps la principale source de bois de l’état. Au Brunei, elles sont relativement intactes mais sont menacées par des projets d’exploitation forestière. 

#### Mégafeux (1997-1998)

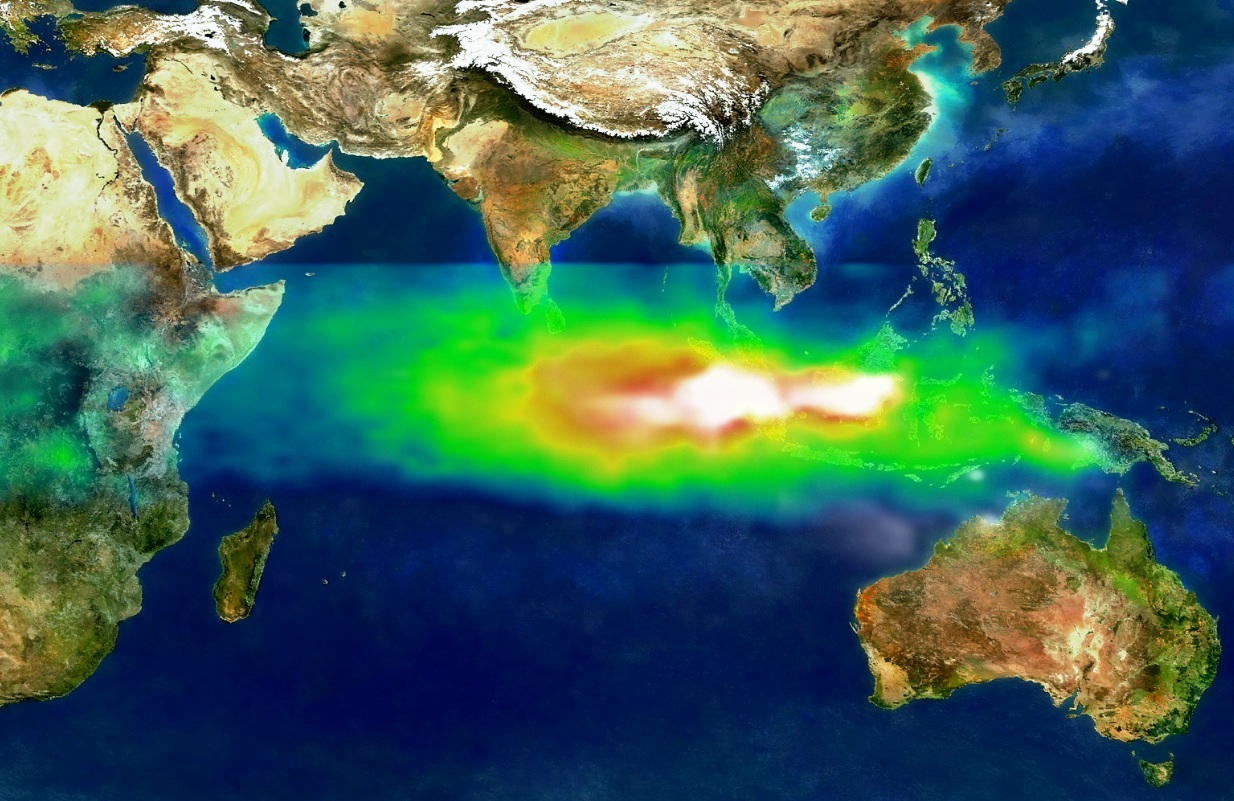
Carte de la pollution provoquée par les feux de forêts tourbeuses et marécageuses de Bornéo en octobre 1997.

De 1997 à 1998, elles sont touchées par des incendies (en) lancés volontairement pour remplacer les forêts par des palmeraies destinées à produire de l’huile de palme et aggravés par la sécheresse : au moins 7 500 km2 de l’écorégion brûlent. Les tourbières, vulnérables au feu, produisent une fumée cancérigène qui couvre une partie importante de la Malaisie et de l’Indonésie, mais s’étend aussi au nord vers la Thaïlande. Un nombre inconnu de mammifères, oiseaux, amphibiens et reptiles meurt dans les feus ou juste après, à cause du manque de nourriture. Des centaines d’orang-outans sont tués par des villageois pour leur viande, et leurs orphelins sont capturés pour être vendu à l’étranger,,.

### Protection
L'écorégion est couverte de 4 300 km2 (soit 6,3 % de sa superficie totale) d'aires protégées, dont le parc national de Tanjung Puting (3 350 km2) et le parc national de Kutai (1 986 km2). Des politiques de protection de la nature sont mises en place mais peu appliquées en Indonésie.